# Lobeda ovalis
Lobeda ovalis är en insektsart som beskrevs av Walker, F. 1869. Lobeda ovalis ingår i släktet Lobeda och familjen syrsor. Inga underarter finns listade i Catalogue of Life.